# Kirkland (Washington)
Kirkland è una città di 48.787 abitanti degli Stati Uniti d'America, situata nella Contea di King, nello Stato di Washington.

## Storia
È famosa per aver dato i natali a Layne Staley, cantante degli Alice in Chains. È inoltre il luogo di nascita del culturista Mike O’Hearn.